# Chrościanka (powiat siemiatycki)
Chrościanka – kolonia w Polsce położona w województwie podlaskim, w powiecie siemiatyckim, w gminie Dziadkowice.
W latach 1975–1998 miejscowość administracyjnie należała do województwa białostockiego.